# Cernik (Žumberak)
Cernik je naseljeno mjesto u Republici Hrvatskoj u Zagrebačkoj županiji. 

## Zemljopis
Administrativno je u sastavu općine Žumberak. Naselje se proteže na površini od 1,54 km².

## Stanovništvo
Prema popisu stanovništva iz 2001. godine u naselju Cernik živi 11 stanovnika i to u 6 kućanstava. Gustoća naseljenosti iznosi 7,14 st./km².
| broj stanovnika | 85    | 107   | 129   | 128   | 119   | 111   | 110   | 119   | 133   | 119   | 93    | 65    | 41    | 25    | 11    | 11    | 5     |
|                 | 1857. | 1869. | 1880. | 1890. | 1900. | 1910. | 1921. | 1931. | 1948. | 1953. | 1961. | 1971. | 1981. | 1991. | 2001. | 2011. | 2021. |